# Mò sắt
Mò sắt hay còn gọi cà đuối trắng (danh pháp khoa học: Cryptocarya ferrea) là loài thực vật có hoa trong họ Nguyệt quế. Loài này được Blume miêu tả khoa học đầu tiên năm 1826.